# Alberto Domingo Romero
Alberto Domingo Romero (Buenos Aires, Argentina, 18 de julio de 1951) es un exfutbolista y director técnico argentino que se desempeñó como delantero.

## Futbolista
Como futbolista se desempeñaba en la posición de delantero. El 11 de abril de 1971, vistiendo los colores de Boca Juniors, realizó su debut en la derrota por 3-0 ante Rosario Central. Con 52 juegos disputados y 4 goles convertidos se mantuvo en el "Xeneize" hasta 1973, de ahí viajó a México para jugar con el Atlante. Posteriormente, entre los años 1975 y 1976, lo hizo en el Veracruz. En 1977 retornó a la Argentina y se enroló en las filas de Central Norte y posteriormente, entre 1979 y 1980, en las de Atlético Tucumán. En 1981 fichó por Nueva Chicago, con quienes consiguió el ascenso a Primera División, categoría en que disputó 12 juegos y convirtió 3 goles. En 1982 jugó en el Deportivo Galicia de Venezuela. En 1983 se marchó a Ecuador donde fichó por el Aucas y, al año siguiente, por Deportivo Quito. Un año después, en 1985, volvió a Argentina y se retiró con el Deportivo Morón.

### Clubes
| Club              | País      | Año         |
| ----------------- | --------- | ----------- |
| Boca Juniors      | Argentina | 1969 - 1973 |
| Atlante           | México    | 1974        |
| Veracruz          | México    | 1975 - 1976 |
| Central Norte     | Argentina | 1977 - 1978 |
| Atlético Tucumán  | Argentina | 1979 - 1980 |
| Nueva Chicago     | Argentina | 1981 - 1982 |
| Deportivo Galicia | Venezuela | 1982        |
| Aucas             | Ecuador   | 1983        |
| Deportivo Quito   | Ecuador   | 1984        |
| Deportivo Morón   | Argentina | 1985        |

### Palmarés

#### Campeonatos nacionales
| Título             | Club          | País      | Año  |
| ------------------ | ------------- | --------- | ---- |
| Nacional           | Boca Juniors  | Argentina | 1969 |
| Nacional           | Boca Juniors  | Argentina | 1970 |
| Primera División B | Nueva Chicago | Argentina | 1981 |

## Entrenador
Platense
En 1996 dirigió por primera vez al Platense, logrando conquistar la Copa y el subcampeonato de la Liga.
Real España
Para el Apertura 1997 fue nombrado director técnico de Real España, con quienes dirigió 16 juegos en total.
Universidad
En 1999 dirigió a Universidad, en sustitución de su compatriota Héctor Vargas.
Platense (2ª etapa)
En el 2000 retornó al Platense, perdiendo la final del Apertura ante Olimpia. Sin embargo, durante el siguiente torneo, enfrentando en la final nuevamente a los albos, se consagró campeón de la Liga Nacional, en el que significó el 2º título de la historia del club. En el Apertura 2002, también contra Olimpia, perdió otra final. En 2004 dirigió de manera efímera al club selacio.
Broncos
El 5 de julio de 2007 fue nombrado entrenador de Broncos, pero al poco tiempo presentó su renuncia debido a problemas internos del club.

### Clubes
| Club        | País     | Año         |
| ----------- | -------- | ----------- |
| Platense    | Honduras | 1996        |
| Real España | Honduras | 1997        |
| Universidad | Honduras | 1999        |
| Platense    | Honduras | 2000 - 2001 |
| Platense    | Honduras | 2002 - 2003 |
| Platense    | Honduras | 2004        |
| Broncos     | Honduras | 2007        |
| Platense    | Honduras | 2007        |
| Vida        | Honduras | 2008        |
| Platense    | Honduras | 2012        |

### Palmarés

#### Campeonatos nacionales
| Título           | Club     | País     | Año  |
| ---------------- | -------- | -------- | ---- |
| Copa de Honduras | Platense | Honduras | 1996 |
| Clausura         | Platense | Honduras | 2001 |